# Постучись в мою дверь в Москве
«Постучи́сь в мою́ дверь в Москве́» — российский мелодраматический телесериал Всеволода Аравина и Каролины Кубринской, адаптация турецкого телесериала «Постучись в мою дверь».
Премьера телесериала состоялась 12 февраля 2024 года в онлайн-кинотеатрах Premier и Okko. Новые серии размещались еженедельно с понедельника по четверг. 
Телевизионный премьерный показ первого сезона прошёл на канале «ТНТ» с 13 мая по 22 августа 2024 года. Телесериал транслировался с понедельника по четверг и несколько раз менял время показа: 1-8 серии выходили в 17:00, 9-46 серии в 08:00, 47-60 серии — после полуночи (01:00, 01:10, 01:20, 01:25, 01:45, 01:55, 02:05, 02:10, 02:20, 02:50).
22 июня 2024 года телесериал был официально продлён на второй сезон.

## Сюжет
Российская версия телесериала сохранила концепцию турецкой истории о флористке и бизнесмене, которые вынужденно изображают пару, однако в адаптации были расширены линии второстепенных персонажей.
Саша училась в университете на ландшафтного дизайнера, но потеряла место из-за отзыва именной стипендии. Она решила отомстить руководителю компании, оплачивавшей учёбу – молодому архитектору Сергею, который недавно расстался с девушкой, но их встреча оборачивается чередой курьёзных ситуаций, в результате которых Саша и Сергей договариваются два месяца изображать влюблённую пару, чтобы Сергей смог вернуть свою бывшую девушку, а Саша вернулась в университет.

## Актёры и роли

### В главных ролях
| Актёр                         | Роль                             |
| ----------------------------- | -------------------------------- |
| Лиана Гриба                   | Саша Гордеева студентка, флорист |
| Никита Волков (первый сезон)  | Сергей Градский бизнесмен        |
| Кирилл Дыцевич (второй сезон) | Сергей Градский бизнесмен        |
| Каролина Койцан               | Кира                             |
| Влад Соколовский              | Олег друг Сергея                 |
| Александра Тулинова           | Света подруга Саши               |
| Екатерина Шумакова            | Рита подруга Саши                |
| Юлия Серина                   | Люся подруга Саши                |
| Максим Белбородов             | Обухов бывший друг Сергея        |
| Илья Антоненко                | Филипп                           |
| Антонина Паперная             | Алина                            |
| Анна Невская                  | Нина тётя Саши                   |
| Николай Пинский               | Пётр                             |
| Екатерина Волкова             | Жанна Градская мать Сергея       |
| Игорь Жижикин                 | Андрей Градский                  |

### В ролях
| Актёр                                | Роль             |
| ------------------------------------ | ---------------- |
| Джулия Аммади                        | Лиля             |
| Эльдар Трамов                        | Эдик             |
| Марина Кравец                        | Лана певица      |
| Лео Канделаки                        | менеджер Ланы    |
| Саша Стоун                           | Виталик          |
| Константин Белошапка                 | Руслан           |
| Мария Миронова                       | Татьяна Полякова |
| Евдокия Германова (второй сезон)     |                  |
| Алика Смехова (второй сезон)         |                  |
| Влада Ерофеева (второй сезон)        |                  |
| Виктор Михайлов (второй сезон)       |                  |
| Марина Блейк (второй сезон)          |                  |
| Александр Ломов (второй сезон)       |                  |
| Александр Олешко (второй сезон)      |                  |
| Валерия Бескаравайная (второй сезон) |                  |

## Эпизоды
| Сезон | Серии | Серии | Даты показа     | Даты показа     |
| Сезон | Серии | Серии | Первая серия    | Последняя серия |
| ----- | ----- | ----- | --------------- | --------------- |
| 1     | 60    | 60    | 12 февраля 2024 | 23 мая 2024     |
| 2     | 60    | 60    | 2025            | TBA             |

### Сезон 1 (2024)
| № серии | Описание серии | Премьера   |
| ------- | --- | ---------- |
| 1       | Саша вынуждена работать в цветочном магазине своей тети, после того как она потеряла стипендию и вылетела из университета. Девушка уверена, что во всем виноват Сергей Градский — директор компании Стилард. Она решает ему отомстить и высказать все, что она о нем думает. Сергей же узнает, что его бывшая девушка Алина собирается замуж. | 12.02.2024 |
| 2       | Прикованные друг к другу наручниками Саша и Сергей отправляются на встречу с важным контрагентом. Сергей мечтает поскорее избавиться от девушки и просит ее вести себя скромно во время переговоров, но Саша поступает по-своему. | 13.02.2024 |
| 3       | Мать Сергея давит на него, чтобы он вновь сошелся с Алиной, но мужчину беспокоит только бизнес. Он отправляется на помолвку Алины и Филиппа, но неожиданно опять сталкивается с Сашей. Чтобы заставить Алину ревновать, Сергей представляет Сашу своей невестой. | 14.02.2024 |
| 4       | Поцелуй Градского с таинственной незнакомкой производит фурор в СМИ, вот только его коллегам приходится проводить пресс-конференцию вместо босса. Тем не менее эксцентричная выходка оборачивается удачей для бизнеса, и Сергей получает долгожданный контракт. Он просит Сашу подыгрывать ему и дальше, а взамен обещает должность в своем архитекторском бюро. | 15.02.2024 |
| 5       | Дома у Сергея Саша знакомится со своим «женихом» поближе. Он открывается для нее совсем с другой стороны, но встреча с его мамой омрачает Сашин вечер. На работу Сергей и Саша приходят уже в статусе пары, и Сергей объявляет команде, что Саша теперь будет работать его личным ассистентом. | 19.02.2024 |
| 6       | Саша пытается научить Градского радоваться жизни, но он упорно не поддается ее обаянию, а тут еще в ресторане появляется Алина со своим женихом. На работе тоже одни неприятности, ведь Обухов уводит проект у компании. Саша выступает со своим предложением, и неожиданно Сергей поддерживает ее. | 20.02.2024 |
| 7       | Помолвка в доме Градских приближается, но Сергей требует от сотрудников Стиларда провести презентацию макета прямо на мероприятии. Сергей узнает, что Саша знакома с Обуховым, и начинает подозревать ее в нечестности. Он выходит из себя, и Алина решает воспользоваться моментом. | 21.02.2024 |
| 8       | Сергей находит плачущую Сашу и извиняется перед ней. Жанна уговаривает Алину остаться в доме Сергея на ночь, но тот так и не появляется. Саша отправляется в дом к Градским, чтобы забрать цветочные горшки Нины, и сталкивается с Алиной. Теперь она уверена, что Сергей помирился с бывшей. | 22.02.2024 |
| 9       | Нина узнает от Жанны Ивановны, что Саша и Сергей съезжаются. Она не понимает, почему всегда честная с ней племянница столько всего скрывает. Сашу саму эта новость застает врасплох, но выяснить подробности у Сергея не получается. Градский тем временем пытается вычислить двойного агента в компании. | 26.02.2024 |
| 10      | Сергей рассказывает Олегу, как ему удалось вывести финансового директора на чистую воду. Измотанная Саша теряет сознание, и Сергей вызывает врача. Сашины подруги уверены, что Сергей изменяет Саше с Алиной, и решают ее предупредить. Алина же придумывает, как вновь вызвать ревность в Сергее. | 27.02.2024 |
| 11      | Саша надеется, что занятия по плаванию сблизят ее с Сергеем, но он просто нанимает для нее тренера. Тогда девушка идет на хитрость, чтобы привлечь внимание Градского. Сергей решает выяснить, какие парни нравятся Саше, и она предлагает попробовать ему меньше раздражаться по пустякам. В доме Градских все готовятся к новоселью молодых. | 28.02.2024 |
| 12      | Саше удается нарисовать эскиз, который устраивает Сергея. Поддавшись чувствам, она обнимает парня, но он холодно реагирует. Саша пытается приобщить его к обычной жизни, хотя и понимает, что они из совершенно разных миров. Жанна подглядывает за сыном с «невестой» и начинает переживать, что они могут по-настоящему влюбиться друг в друга. | 29.02.2024 |
| 13      | Алина приходит в дом Сергея и решает, что Саша уже давно съехалась с Градским. Девушку это выводит из себя, и тогда она объявляет, что Филипп становится акционером холдинга. Позднее Алина находит договор о помолвке и немедленно показывает его всем гостям. | 04.03.2024 |
| 14      | Сергей объясняет Саше, зачем позвал ее на встречу с клиентами, и просит помочь заключить сделку. Саша понимает, что начала влюбляться в Сергея, и пытается инициировать романтичный разговор, но у нее ничего не выходит. | 05.03.2024 |
| 15      | Саша неожиданно находит общий язык с Ингой, и вечером они отправляются на ужин с Градским и Ветровым. Супруги мирятся, и Стилард получает выгодный проект. Решив отпраздновать успех в номере, Саша и Сергей говорят по душам. | 06.03.2024 |
| 16      | Публикация в СМИ договора Саши и Сергея о помолвке вызывает публичный скандал. Кира и Алина давят на Сашу, заставляя прикрыть Стилард и взять всю вину на себя. Сергей требует от Алины выяснить, кто слил договор прессе. | 07.03.2024 |
| 17      | Втайне от Градского Саша собирает команду, чтобы начать работу над проектом, но Сергей его не одобряет. Жанна продолжает давить на Сашу и требует, чтобы она уволилась из компании. Девушка не намерена сдаваться просто так и решает идти напролом. | 11.03.2024 |
| 18      | Саша встречается с помощником певицы и хитростью уговаривает его посмотреть объект удаленно, а Градский активно включается в проект и даже сам помогает вести работы. Он понимает, что начал привязываться к Саше. | 12.03.2024 |
| 19      | Капризная певица осматривает дом, который готовила команда Стилард, и постоянно флиртует с Градским. Звезда высказывает свои придирки, и Саша, не сдержавшись, перечит ей в ответ. Теперь весь проект под угрозой срыва. | 13.03.2024 |
| 20      | Саша не знает, как вести себя в патентном бюро, но сдаться не может, ведь вся команда рассчитывает на нее. Тогда Саша вызывает на помощь свою хваткую подругу Риту. Сергей готовится отпраздновать свой день рождения и очень рассчитывает на внимание Саши, но девушка как раз решает дистанцироваться от мужчины. | 14.03.2024 |
| 21      | Сергей и Алина встречаются в ресторане, но романтический ужин идет не по плану. Сергей поручает Саше первый большой проект – дизайн гольф-клуба для важного клиента, а Эдик напоминает Люсе, что та обещала свести его с Ритой. | 18.03.2024 |
| 22      | Тарас Обухов созванивается с подрядчиком и придумывает, как подставить Градского: он просит запустить люстры по проекту Стилард в массовую продажу. Когда об этом узнает Сергей, он обвиняет Сашу при всех коллегах, и они сильно ругаются. | 19.03.2024 |
| 23      | Петр отказывается отвозить Сашины вещи и предлагает Сергею самому разобраться в конфликте. Саша тоже хочет разорвать отношения и отправляется к Градскому, чтобы вернуть ему кольцо. Тем временем Лиля и Эдик пытаются придумать, как доказать невиновность девушки и вернуть ее в компанию. | 20.03.2024 |
| 24      | Градский приезжает в офис, и Лиля прячет Сашу в своем кабинете. Алине удается подкупить журналистку, и не та не рассказывает, кто на самом деле слил договор Сергея и Саши прессе. Филипп продолжает ревновать Алину, и они опять ссорятся. | 21.03.2024 |
| 25      | Алина приезжает к Сергею и откровенно флиртует с ним, не подозревая, что за ней наблюдают ее жених и Саша. Расстроенный Филипп признается Саше, что это он слил договор о помолвке, и обещает рассказать все Градскому. Тем временем Рита и Люся пытаются разоблачить Тараса. | 25.03.2024 |
| 26      | Тарас давит на Люсю и пытается вызвать в ней чувство вины, но Рите и Свете удается опровергнуть ложь мужчины и добыть нужные сведения для Градского.Воодушевленный Сергей пробует помириться с Сашей, но девушка непреклонна. Тогда он решается на авантюру. | 26.03.2024 |
| 27      | Нина не может дозвониться до Саши и просит ее подруг подключиться к поиску. Саша немного успокаивается, но все еще обижается на Сергея,который отказывается признавать свою вину. Алина же пытается наладить отношения с Филиппом. | 27.03.2024 |
| 28      | Сергей пытается помочь маме преодолеть свой страх, но у него ничего не выходит. Саша решает переехать в Турцию и начать новую жизнь, а Алина пишет ей хвалебную рекомендацию, чтобы девушка точно уехала. | 28.03.2024 |
| 29      | Саша нервничает перед собеседованием, но на встречу в кафе приходит Сергей Градский и делает ей новый оффер. Жанна решает, что муж точно ей изменяет, и выставляет все его вещи из дома. | 01.04.2024 |
| 30      | Саша уверена, что Алина с Филипом скоро поженятся и контракт с Градским закончится, поэтому решает выполнить все условия договора. По офису разлетаются слухи о предстоящей свадьбе Сергея, и Жанна организует примерку платьев для Саши и Алины. | 02.04.2024 |
| 31      | Жанна решает полностью изменить стиль Саши и подбирает для нее новые вещи. Сергей отчитывает девушку за опоздание, и они отправляются в холдинг на заседание совета директоров. | 03.04.2024 |
| 32      | На даче Алина и Сергей вспоминают свое общее детство, пока за ними с ревностью наблюдают Саша и Филипп. Алина начинает сомневаться в своих отношениях и думает дать Сергею второй шанс. Кира и Олег отправляются на свидание, но к ним неожиданно присоединяется Света. | 04.04.2024 |
| 33      | Жанна придумывает хитрый план, чтобы вернуть Андрея домой, но Мотя всерьез начинает флиртовать с женщиной. Сергей привозит Сашу в красивый дом, который станет следующим проектом Стилларда, и просит ее высказать свои мысли по дизайну. Вот только девушку больше волнует, вернется ли он к Алине. | 08.04.2024 |
| 34      | Утром Сергей понимает, что заболел, и не едет на работу. Жанна звонит Алине и просит ее поддержать Сергея, а Петр же в свою очередь звонит Саше. В результате обе девушки встречаются на пороге дома Сергея. | 09.04.2024 |
| 35      | Саша вызывает на разговор Алину и предлагает ей взять инициативу в ее отношениях с Сергеем. Саша готовится к переезду в Турцию и устраивает прощальный вечер с подругами. Сергей понимает, что не может отпустить девушек. | 10.04.2024 |
| 36      | Саша не решается признаться тете и подругам, что осталась из-за Сергея. Она обманывает их и говорит, что сможет уехать только через два месяца. Алина же возвращается к Филиппу домой. | 11.04.2024 |
| 37      | Нина тревожится о своей племяннице и едет в Стиллард, чтобы выяснить что происходит между Сашей и Сергеем. Алина сообщает Сергею, что собирается уйти из компании. Сергей уговаривает девушку остаться, но та настроена решительно. | 15.04.2024 |
| 38      | Кира узнает, что Света помогала Олегу добиться расположения девушки. Сергей уговаривает Алину встретиться с ним и сообщает, что не хочет терять ее. Алина тает и признается ему в любви, что случайно слышит Филипп. | 16.04.2024 |
| 39      | В день свадьбы Филипп неожиданно бросает Алину у алтаря, и она убегает из ЗАГСа. Саша предлагает Сергею найти сбежавшую невесту, но Градский не готов разлучаться с девушкой. Саша признается подругам, что теперь она на самом деле встречается с Сергеем. | 17.04.2024 |
| 40      | Сергей сообщает сотрудникам, что теперь заменяет отца. Алина возвращается на работу в холдинг, а Жанна рассказывает Нине, что Саша и Сергей встречаются. Саша ревнует Сергея к Алине и делится с ним своими переживаниями. | 18.04.2024 |
| 41      | Саша и Сергей рассказывают близким, что любят друг друга и не планируют расставаться. Жанна с Ниной недовольны этим и придумывают план, как разлучить пару. | 22.04.2024 |
| 42      | Андрей сообщает Жанне, что больше не может скрывать от Сергея историю с родителями Саши. Филипп жалуется Свете на жизнь, но она больше не готова сопереживать парню. Сергей и Саша наконец-то остаются наедине и забывают обо всем на свете. | 23.04.2024 |
| 43      | Градский продолжает не доверять новому партнеру. Также мужчина хочет наказать виновных в трагедии с родителями Саши. Он рассказывает обо всем Олегу и говорит, что боится реакции девушки, когда она узнает правду. Олег приглашает Киру к себе в гости на романтический вечер, но им мешают неожиданные гости. Пара не уверена, что им стоит встречаться и портить рабочие отношения. Тем временем Света и Филипп продолжают флиртовать, но девушка боится, что прошло слишком мало времени после его расставания с Алиной. Руслан просит Лилю организовать бранч для сотрудников, не ставя в известность Градского. | 24.04.2024 |
| 44      | После романтического свидания Саша говорит Сергею, что никогда не простит человека, причастного к смерти ее родителей, и он уже не уверен, что хочет рассказать ей правду, ведь это может разлучить их навсегда. Саша говорит подругам, что переживает из-за тайн, которые Градский может от нее скрывать. Олег и Кира скучают друг по другу, а Жанна Ивановна откровенничает с сыном о прошлом. Света получает новую должность в компании и злится на Филиппа, а Саша помогает Алине избавиться от прошлого и разговаривает с ней по душам.                                                                          | 25.04.2024 |
| 45      | Люся и Саша видят, что Света и Филипп неравнодушны друг к другу, это замечает и Алина. Она предлагает бывшему жениху план, чтобы не пересекаться на работе, однако они не могут договориться и ругаются. Петя едет в гости к Нине, а Сергей ревнует Сашу к Руслану и переживает, что скрывает от нее такую важную информацию. Градскому предлагают участие в шоу «Холостяк», и он думает согласиться, что расстраивает Сашу. На самом деле он не знает, как сообщить ей о том, что его отец виновен в смерти ее родителей, поэтому решает закончить их отношения, так и не сказав правду.                             | 29.04.2024 |
| 46      | Саша узнает, что тетя скрывает от нее общение с бабушкой, а также становится сотрудницей Фалькона назло Градскому. | 30.04.2024 |
| 47      | Сергей пытается удержать Сашу и придумывает новый совместный проект, а сотрудники компании едут на тимбилдинг | 01.05.2024 |
| 48      | Саша получает травму в лесу и на время забывает о ссоре с Сергеем. Она хочет найти причину, по которой он ее бросил | 02.05.2024 |
| 49      | Андрей приезжает в офис и окончательно передает холдинг сыну. Тем временем Жанна не находит себе места из-за отъезда Сергея, а Алина пытается уговорить Филиппа продать акции компании ей. | 06.05.2024 |
| 50      | Саша все еще пытается выяснить причину расставания, но Сергей уходит от ответа. Позднее Градский узнает о финансовых проблемах Нины и находит для нее крупного клиента. | 07.05.2024 |
| 51      | Жанна приглашает Сашу в гости в рамках своей психотерапии, и девушка соглашается. Света выясняет, что Алина сама инсценировала нападение на себя и пытается вывести ее на чистую воду. | 08.05.2024 |
| 52      | Сергей решается назвать Саше истинную причину расставания, но ему мешает Руслан. Саше и Сергею придется вместе работать над одним проектом. Сергей начинает подозревать, что Саша беременна. | 09.05.2024 |
| 53      | Сергей и Саша ухаживают за ребенком Матвеевых и узнают друг друга с новой стороны. Сергея ведет себя очень заботливо с девушкой, но когда Саша осознает истинную причину его поведения, то сильно ругается с ним. На следующий день Саша приезжает к Градским, чтобы помочь Жанне. | 13.05.2024 |
| 54      | Саша объявляет Сергею, что уходит из компании. Градский не хочет отпускать девушку и говорит ей, что будет читать курс лекций в ее институте. Внезапно на объекте обрушается крыша, и теперь нужно выяснить причину происшествия. | 14.05.2024 |
| 55      | Филипп обвиняет Алину в обрушении крыши в доме фигуристов. В ответ Алина пытается шантажировать его и добиться молчания. Несмотря на попытки Сергея помириться, Саша все еще обижается на него, не понимая причину их разрыва. | 15.05.2024 |
| 56      | Саша привозит Жанне успокаивающий сбор, и они вместе отправляются на экскурсию по Москве. Затем они решают заехать к Сергею, и тот счастлив их видеть. Вскоре на его пороге заявляется Алина с чемоданом. | 16.05.2024 |
| 57      | Алина выходит из ванной и понимает, что Сергей узнал про ее сговор с Тарасом. В ярости она крушит все в квартире и неожиданно находит статью об обрушении дома. Подруги советуют Саше притвориться, что она нашла парня. | 20.05.2024 |
| 58      | Сергей отвозит бывшую невесту на дачу и запирает там под присмотром Эдика, а потом и Филиппа. Сергей хочет успеть встретиться с Сашей, пока Алина не добралась до девушки и не рассказала ей правду. | 21.05.2024 |
| 59      | Гоша обвиняет Андрея в смерти семьи Измайловых. Саша просыпается в квартире Сергея, и он извиняется за свое поведение. Он так и не решается рассказать ей правду, но вместо него это делает сбежавшая с дачи Алина. Саша в слезах убегает и отправляется к Андрею Градскому. | 22.05.2024 |
| 60      | Жанна разговаривает с Сашей и извиняется за свое молчание. Девушка прощает ее, только вот с Сергеем она больше быть не хочет. Журналистка признается Руслану, что ее основной информатор и заказчик – Алина, а тот записывает это признание на диктофон. | 23.05.2024 |

## Производство
Производством сериала занимается компания «Медиаслово» в партнёрстве с холдингом «Газпром-медиа» и онлайн-кинотеатром Okko.
Съёмки первого сезона начались в мае 2023 года в Москве и завершились в марте 2024 года, уже в момент выхода первых серий сериала.
2 февраля 2024 года вышел трейлер сериала.
Премьера первого сезона телесериала состоялась 12 февраля 2024 года в онлайн-кинотеатрах Premier и Okko.
В октябре 2024 года начались съёмки второго сезона. В июле 2025 года съёмки второго сезона завершился.

## Саундтрек
- Natan, Stazzy — «Постучись в мою дверь в Москве»[10]
- Влад Соколовский — «Постучись в мою дверь»[11]

## Реакция
Трейлер был встречен критикой со стороны фанатов оригинального сериала.
Сам телесериал получил смешанные оценки российских кинокритиков.